# 동공 (전한)
동공(董恭, ? ~ ?)은 전한 말기의 관료로, 자는 군맹(君孟)이며, 좌풍익 운양현(雲陽縣) 사람이다. 아들 동현이 애제의 총애를 받아 영달하였으나, 애제 사후 몰락하였다.

## 행적
어사대부 공광의 밑에서 어사(御史)를 지내고 있었는데, 동현이 애제의 총애를 받으면서 가문이 번창하여 운중후(雲中侯)에 봉해지고, 파릉령(霸陵令)·광록대부를 지냈다. 곧 소부로 승진하고 관내후에 봉해져 식읍을 받았으며, 다시 위위로 전임되었다. 그러나 두 달 만에 탄핵을 받아 광록대부로 강등되었고, 녹봉 또한 깎였다.
이듬해에 애제가 붕어하고 동현이 아내와 함께 스스로 목숨을 끊으니, 동공의 일가는 합포로 유배되었다.
동현이 한창 세도를 부릴 때, 평소 소함을 흠모하던 동공은 아들 동관신(董寬信)을 소함의 딸과 혼인시키려 하였다. 그러나 소함은 동씨 일가의 권세에 부담을 느껴, 화근을 막고자 하는 생각에 에둘러 거절하였다.

## 출전
- 반고, 《한서》 권19하 백관공경표 下·권93 영행전

| 전임 조창 | 전한의 소부 기원전 3년 ~ 기원전 2년 | 후임 손운 |

| 전임 손운 | 전한의 위위 기원전 2년 | 후임 홍담 |

| 전임 (첫 봉건) | 전한의 운중후 ? ~ 기원전 3년? | 후임 (봉국 폐지) |